# Les Défenseurs (nouvelle)
Pour les articles homonymes, voir Les Défenseurs.
Les Défenseurs (titre original : The Defenders) est une nouvelle de science-fiction de Philip K. Dick publiée pour la première fois en janvier 1953. Cette nouvelle fut réécrite et complétée pour la publication du roman La Vérité avant-dernière (titre original : The Penultimate Truth) en 1964.

## Publications

### Publications aux États-Unis
La nouvelle a initialement été publiée aux États-Unis dans la revue Galaxy Science Fiction en janvier 1953.

### Publications en France
La nouvelle est parue pour la première fois en France dans une traduction de Michel Demuth dans la revue Galaxie en septembre 1964. 
Elle a connu plusieurs éditions et traductions :
- dans Galaxie no 5, Éditions OPTA, janvier 1964, traduction de Michel Demuth ;
- dans Les Chefs-d'œuvre de la science-fiction, Planète, 1970, traduction de Michel Demuth ;
- dans Histoires de guerres futures, coll. La Grande Anthologie de la science-fiction, Le Livre de poche no 3819, traduction de Michel Demuth ;
- dans Les Défenseurs, 10/18 (Union générale d'éditions, UGE), coll. Domaine étranger no 1995, 1989  (ISBN 2-264-01323-0) ;
- dans Nouvelles 1947-1952, Denoël, coll. Présences no 18, 759 pages, 1994  (ISBN 2-207-24065-7), traduction de Michel Demuth ;
- dans Nouvelles, tome 1 / 1947-1953, Denoël, coll. Lunes d'encre no 15, 1512 pages, 2000  (ISBN 2-207-25174-8); réédition en 2006  (ISBN 2-207-25870-X), traduction d’Hélène Collon ;
- dans Le Dernier des maîtres, Gallimard, coll. Folio SF no 443, 2013  (ISBN 978-2-07-044920-0), traduction d’Hélène Collon.

## Résumé
Depuis huit ans que dure la guerre nucléaire entre États-Unis et Union soviétique, les humains se sont enterrés dans d'immenses complexes souterrains. La guerre est faite en surface par les soldomates (soldats-automates) des deux camps, qui ont substitué les humains dans cette guerre d'un type nouveau. La population a appris à se contenter de peu, et la vie sociale a été entièrement bouleversée. Désormais l'on vit, l'on dort, l'on déjeune, l'on étudie, l'on travaille sous terre. Et cela doit continuer jusqu'à la fin de la guerre, jusqu'à (du moins on l'espère) la victoire. Mais les nouvelles ne sont guère rassurantes. Chaque semaine, des photos et des vidéos rapportées par les robots montrent des champs de ruines, des rayonnements gamma mortels, une atmosphère irrespirable, etc., etc. En surface, dans cet environnement toxique, plus d'animaux ni de fleurs. 
Un jour, néanmoins, Taylor remarque une chose étrange : un robot qu'il est chargé de décontaminer… n'est pas du tout contaminé. Comment cela se fait-il ? Il en parle à des collègues, et ils décident d'aller ensemble faire une sortie en surface, afin de contempler de leurs yeux les conséquences de la guerre et mesurer le taux de radiations. Monter jusqu'au premier étage n'est pas chose trop difficile à réaliser, mais se rendre à la surface est impossible : les (rares) points de sortie sont étroitement surveillés par des soldomates, qui, au nom de la protection de la santé humaine et des normes sanitaires, refusent catégoriquement de leur ouvrir le sas. Une seule solution : le passage en force. 
Ayant préparé leur coup, le petit groupe d'humains attaque à la mitraillette les soldomates et parvient à ouvrir le sas, et à sortir à l'air libre. Et là, stupéfaction : aucune radiation mortelle, des champs remplis de verdure, de jolis nuages blancs, et des constructions... non détruites. Ils visitent la ville située non loin de là : elle est intacte. Ils demandent alors des explications aux soldomates. Ces derniers leur répondent que la guerre atomique a été fort brève, et que depuis le début, les robots ont menti aux humains, dans leur intérêt. En effet, les robots ont décidé de cacher la vérité aux humains pour plusieurs motifs : tout d'abord, pour pouvoir reconstruire les villes, les réseaux de transport, et réparer les nombreux dégâts matériels. Mais aussi pour permettre aux humains de faire disparaître la haine qu'ils portent en eux à l'encontre de leurs ennemis, ou personnes considérées comme tels. Les robots ont donc méthodiquement falsifié les données remises aux humains pour leur faire croire que la guerre continuait. Chaque fois que des cargaisons d'armes leur étaient fournies, elles étaient détruites. Mais qu'on se rassure : les Soviétiques sont dans le même état d'ignorance, tout le monde est logé à la même enseigne ! 
Taylor et ses amis décident qu'il faut avertir les humains cloîtrés sous terre pour leur révéler cette étonnante vérité. Mais si les robots, en vertu des trois lois de la robotique, n'ont pas le droit d'attenter à la sécurité des humains, ils peuvent néanmoins empêcher ces derniers de retourner dans le complexe souterrain : le sas, qui était miné, est détruit par les robots, empêchant un retour sous terre. Le petit groupe est désormais bloqué en surface, et les soldomates feront croire à leurs familles qu'ils sont décédés lors de l'expédition. Les robots informent aussi les humains que six mois auparavant, une équipe de scientifiques russes est venue jusqu'à la surface. Les robots n'ont pas pu les empêcher d'y accéder, mais comme Taylor et ses compagnons, ils les ont bloqués en surface. Le petit groupe d'Américains rencontre donc le petit groupe de Russes : maintenant, plutôt que se faire la guerre, on va dialoguer, on va négocier, pour vivre et travailler ensemble, côte à côte.